# Kaleva (avion)
Pour les articles homonymes, voir Kaleva (homonymie).
Le Kaleva, immatriculation OH-ALL, est un avion Junkers Ju 52 civil de transport de passagers, appartenant à la compagnie finlandaise Aero O/Y. L'avion est abattu par deux bombardiers soviétiques Iliouchine DB-3 pendant la Grande Trêve entre l'Union soviétique et la Finlande le 14 juin 1940, alors qu'il reliait Helsinki depuis Tallinn en Estonie. Les sept passagers et deux membres d'équipage présents à bord sont tués.

## L'incident
Quelques minutes après son décollage de Tallinn, le Kaleva est rejoint par deux bombardiers Iliouchine DB-3T soviétiques qui se placent à portée de tir. Les Soviétiques mitraillent et endommagent gravement le Kaleva, qui s'écrase dans l'eau à quelques kilomètres au nord-est du phare de Keri. Les sept passagers et deux membres d'équipage présents à bord sont tués.
Des pêcheurs estoniens sont témoins de l'attaque et du lieu d'impact de l'avion. Peu de temps après, le sous-marin soviétique Shch-301 (Щ-301) de classe Shchouka fait surface et inspecte les bateaux de pêche. Après avoir confisqué les débris de l'avion qui avaient été récupérés par les pêcheurs, les Soviétiques récupèrent les valises diplomatiques dans l'épave. Le futur as finlandais Ilmari Juutilainen est envoyé sur zone pour inspecter le site de l'impact. Lorsque les Soviétiques aperçoivent l'avion finlandais, le sous-marin cache son drapeau.
Au moment de l'incident, la Finlande n'était pas en guerre avec l'Union soviétique. L'attaque faisait probablement partie des préparatifs soviétiques en vue de lancer une opération de grande ampleur visant à occuper l'Estonie, opération qui démarrera deux jours après que le Kaleva ait été abattu, le 16 juin 1940. L'occupation est précédée par plusieurs jours de blocus soviétique naval et aérien, empêchant ainsi que tout courrier diplomatique ne puisse être envoyé à l'étranger depuis l'Estonie. Les passagers du dernier vol du Kaleva étaient un homme d'affaires allemand, deux employés de l'ambassade de France, un Suédois, un employé du consulat américain et une femme estonienne. Les employés français transportaient plus de 120 kg de courriers diplomatiques dans l'avion. L'employé américain transportait selon toute vraisemblance les codes militaires américains en lieu sûr, hors de l'Estonie,.
L'avion était piloté par le capitaine Bo von Willebrand, et Tauno Launis officiait en tant qu'opérateur radio. Le passager américain était Henry W. Antheil, Jr., le frère cadet du célèbre compositeur George Antheil. Antheil travaillait comme clerc au consulat américain à Helsinki. En 2007, il est décoré à titre posthume pour ses services au cours d'une cérémonie au département d'État. Son nom est inscrit sur le mur d'honneur du département d'État.
Le gouvernement de la Finlande n'envoie pas de plainte ou de questions aux Soviétiques par peur d'une réaction hostile de leur part et les véritables raisons du crash sont dissimulées à l'opinion publique. Ce silence est dû à la pression exercée par les Soviétiques sur la Finlande pendant la Grande Trêve. Lorsque la guerre de Continuation finit par éclater, l'incident est décrit en détail par le gouvernement.

### Rapport de G. Golderg
Le rapport du commandant du sous-marin soviétique Shch-301, G. Golderg, qui figure dans les Archives navales d’État russes débute par l'observation d'un avion finlandais en route de Tallinn en direction d'Helsinki le 14 juin 1940 à 15 h 5. Selon le rapport, l'avion est pris en chasse par deux bombardiers rapides Tupolev SB soviétiques. À 15 h 6, l'avion finlandais prend feu et tombe à la mer, à 5,8 milles du sous-marin. À 15 h 9, le sous-marin se met en route en direction du lieu du crash qu'il atteint à 15 h 47. Le sous-marin se retrouve en présence de trois navires de pêche estoniens à proximité des débris de l'avion. Les pêcheurs estoniens sont fouillés par les lieutenants Aladzhanov, Krainov et Shevtchenko. Tous les objets de valeur trouvés à bord des bateaux sont saisis et emmenés à bord du sous-marin : dont environ 100 kg de courrier diplomatique, des objets de valeur et des devises étrangères.
À 15 h 58, un avion finlandais est aperçu se rapprochant du sous-marin. L'avion effectua trois cercles autour du site avant de repartir en direction d'Helsinki. Les coordonnées exacte du site sont déterminées à 59° 47′ 01″ N, 25° 01′ 06″ E.

### Rapport d'A. Matveïev
Le rapport du capitaine A. Matveïev affirme que les hommes à bord du Shch-301 ont aperçu un avion s'écraser le 14 juin 1940 à 15 h 6 à 5,8 milles de distance du sous-marine. Sur le site du crash, trois bateaux de pêche estoniens sont aperçus autour des restes de l'avion. À 15 h 58, un chasseur finlandais effectue trois cercles autour du site du crash. À 16 h 10 tous les objets qui avaient été repêchés en mer ou trouvés en possession des pêcheurs sont remontés à bord du sous-marin. Ces objets comprenaient environ 100 kg de courrier diplomatique, des objets de valeur et des devises étrangères parmi lesquels : 1) deux médailles en or, 2) 2 000 marks finlandais, 3) 10 000 lei roumains, 4) 13 500 francs français, 5) 100 dinars yougoslaves, 6) 90 lires italiennes, 7) 75 dollars américains, 8) 521 roubles soviétiques, 9) 10 couronnes estoniennes. Tous ces objets sont transférés à bord du patrouilleur Sneg et envoyés à Kronstadt.

### Sources et bibliographie
- (et) Pavel Petrov, Punalipuline Balti Laevastik ja Eesti 1939-1941, Tänapäev, 2008 (ISBN 978-9985-62-631-3, lire en ligne)
- Gummerus, Vuosisatamme kronikka, 1987,  (ISBN 951-20-2893-X), p. 543